# Echymipera kalubu
Echymipera kalubu, conhecido como bandicoot-espinhoso-comum(a), é uma espécie de marsupial da família Peramelidae. Pode ser encontrada na Nova Guiné e ilhas adjacentes, incluindo: Arquipélago de Bismarck, Ilhas da Baía de Geelvink e Ilhas da Papua Ocidental.